# Fraserella
Fraserella este un gen de muște din familia Muscidae.

Cladograma conform Catalogue of Life:
| Fraserella | \| \| Fraserella altivolans \| \| \| \| \| \| Fraserella fulvomaculata \| \| \| \| |
|            | \| \| Fraserella altivolans \| \| \| \| \| \| Fraserella fulvomaculata \| \| \| \| |
|            | Fraserella altivolans                                                              |
|            |                                                                                    |
|            | Fraserella fulvomaculata                                                           |
|            |                                                                                    |